# NunatuKavut
Le NunatuKavut est un territoire inuit non officiellement reconnu au Labrador, au Canada. Le peuple du NunatuKavut (également appelé Inuit-Métis ou Métis du Labrador) est le descendant direct des Inuits qui vivaient au sud du fleuve Churchill ou Grande Rivière avant le contact avec les Européens, sous l'influence européenne des baleiniers basques et français.
Nunatuĸavut ou NunatuKavut [ˈnuːnətuːhəvuːt] signifie « Notre terre ancestrale » dans le dialecte ancestral inuttitut (ou inuttut) du peuple NunatuKavummuit. La région du NunatuKavut englobe le sud du Labrador, du fleuve Churchill jusqu'à Lodge Bay et à l'ouest jusqu'à la frontière officielle entre le Québec et le Labrador. Cependant, la zone d'utilisation des terres est beaucoup plus étendue,.

## Premiers contacts européens
La région était connue sous le nom de Markland en norrois groenlandais et ses habitants étaient connus sous le nom de skrælingjar.
En 1652, une communauté inuite a été recensée dans l'actuelle région de la Côte-Nord au Québec. En 1659, Jacques Frémin décrit une communauté inuite au cap St. Charles. Louis Fornel nomma la région de la baie Alexis à Hamilton Inlet la « Coste des Eskimaux » en 1743 et affirma que des Inuits vivaient autour de la Baie Saint Michel (« Baye des Meniques »), baie Hawke, baie Martin et Hamilton Inlet.

## Après 1763: Création du Labrador et contact européen

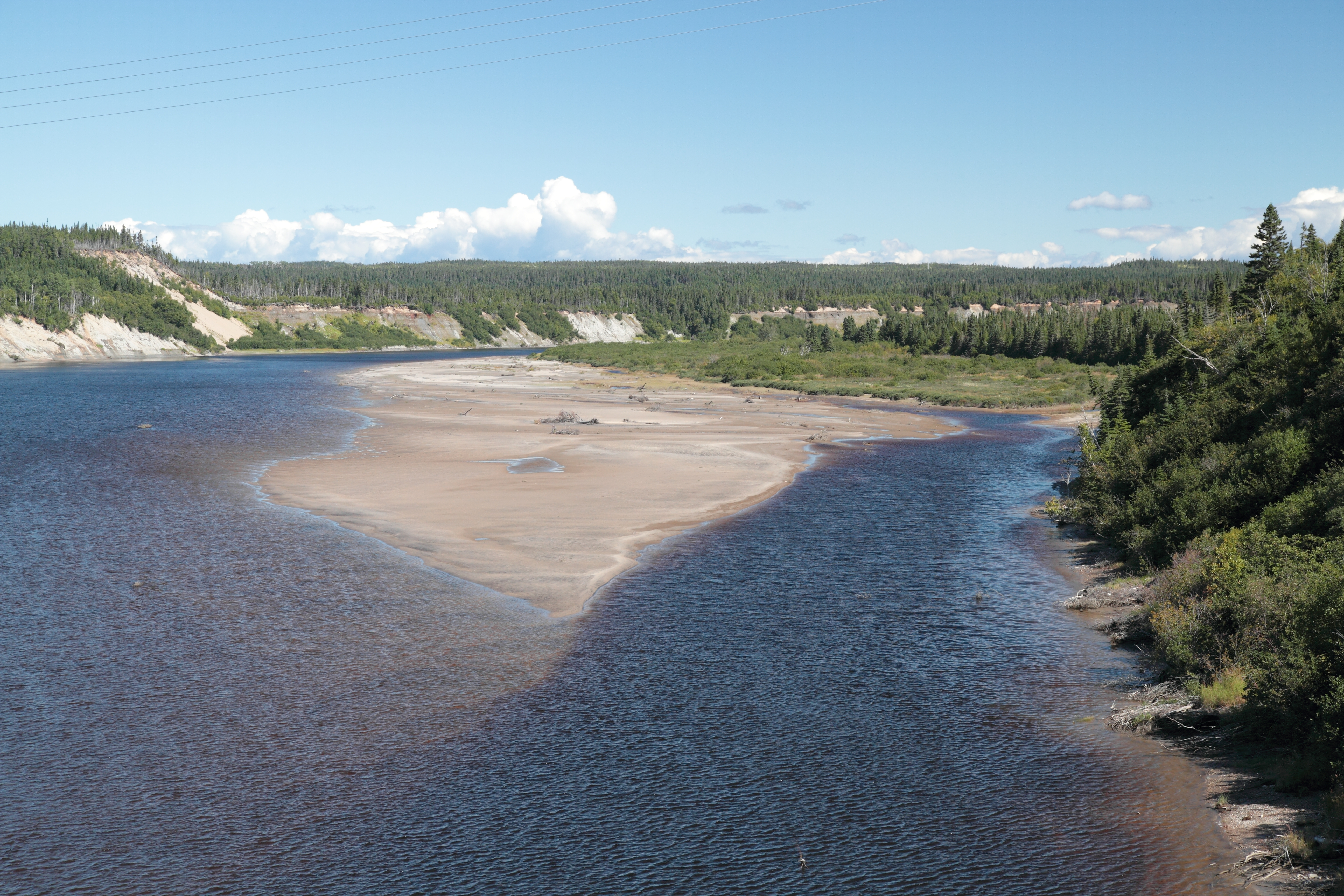
Rivière-Saint-Jean au Québec.

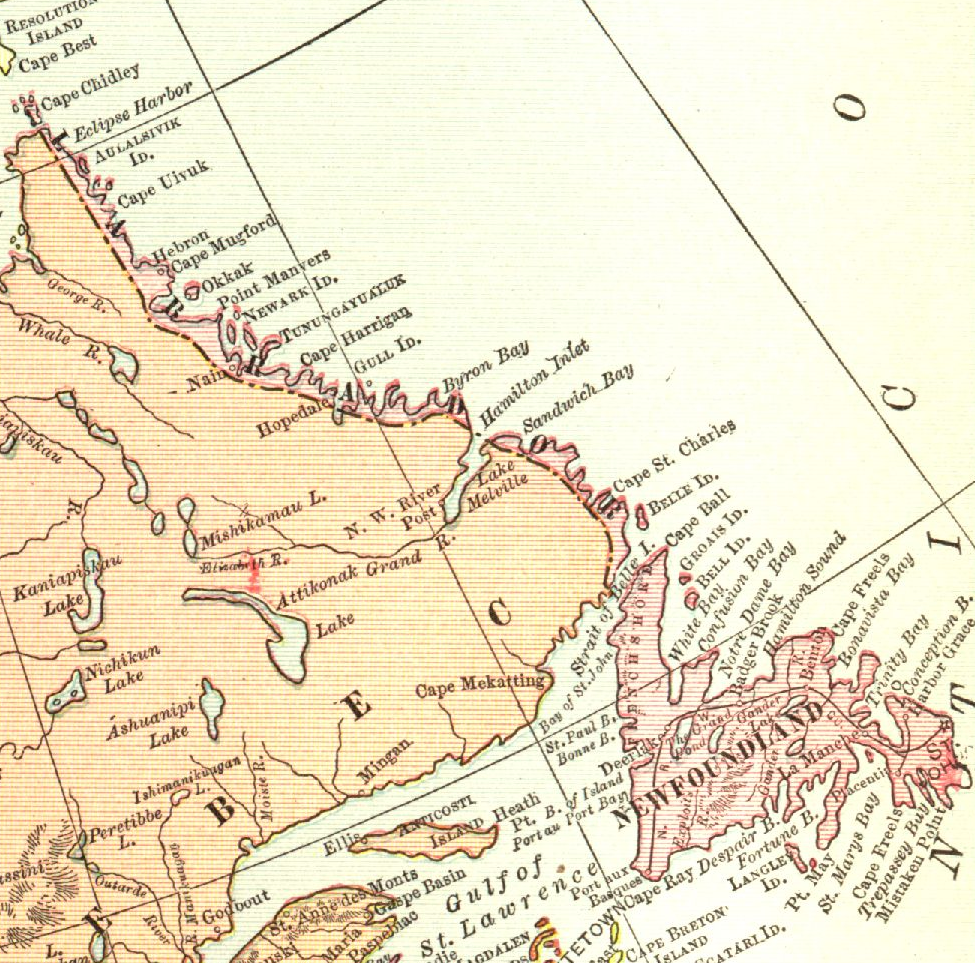
Frontières du Labrador selon le gouvernement canadien avant 1927.

Après la défaite de la France lors de la guerre de Sept Ans, la Grande-Bretagne revendiqua le Labrador. En 1763, le Labrador a été cédé à la colonie de Terre-Neuve. Il comprenait la zone côtière entre la rivière Saint-Jean et le cap Chidley et était censé être un lieu de pêche supplémentaire pour les pêcheurs de Terre-Neuve. Le Labrador a été créé en utilisant le territoire de la colonie française de la Nouvelle-France et de la colonie britannique de la Terre de Rupert. La frontière intérieure du Labrador était indéfinie jusqu'en 1927, de sorte que le Canada revendiqua l'intérieur du Labrador comme faisant partie du Québec et des Territoires du Nord-Ouest tandis que Terre-Neuve affirma que le Labrador s'étendait loin à l'intérieur des terres. Le Labrador a été cédé à la Nouvelle-France (devenue le Bas-Canada) et à la Terre de Rupert en 1791, mais en 1809, il a rejoint Terre-Neuve. En 1825, Blanc-Sablon et le territoire à l'ouest ont été cédés au Bas-Canada, mais cette région de la Basse-Côte-Nord (municipalité régionale de comté de Le Golfe-du-Saint-Laurent) reste culturellement proche du NunatuKavut.
En 1764, Jens Haven arriva à Quirpon à l'extrémité de la Grande Péninsule du Nord de Terre-Neuve ainsi qu'à la baie des Châteaux. C'était un missionnaire de l'Église morave. Haven apprit la langue inuite et leur expliqua que la colonie de Terre-Neuve souhaitait établir une relation pacifique avec eux. Haven avait auparavant travaillé au Groenland, où il a appris la langue groenlandaise (qui est une langue similaire à la langue inuttitut parlée par les Inuits du Labrador).
En 1765, le gouverneur Sir Hugh Palliser signa le « Traité du Labrador » avec les chefs inuits à la baie des Châteaux. Les Britanniques protégeraient le Labrador de l'influence française et américaine tandis que les Inuits auraient le droit à l'autonomie gouvernementale, à la récolte de la faune et des ressources naturelles. Les Inuits s'étaient rangés du côté des Britanniques pendant la guerre de Sept Ans et avaient combattu les Français et les Innus à Battle Harbour. Les Inuits avaient auparavant une mauvaise relation avec les Français. En 1741, les Inuits se révoltèrent contre les Français au cap St. Charles. Les Inuits étaient également connus pour attaquer les pêcheurs basques autour du détroit de Belle Isle. Le traité de 1765 a assuré une relation pacifique entre les Inuits et les pêcheurs d'Angleterre et de Terre-Neuve.
L'Église morave a établi des postes missionnaires dans le nord du Labrador car les Britanniques espéraient coloniser le sud. Ils ont restreint l'accès des Européens au territoire entre le cap Chidley et le cap Harrison, ce qui a créé une fracture culturelle entre les Inuits du nord et les Inuits du sud. Les Moraves ont établi un poste au sud du cap Harrison qui était à Makkovik, mais un grand nombre d'Inuits de Makkovik étaient Métis semblables à ceux du sud. L'influence européenne dans la partie sud du Nunatsiavut est encore notable aujourd'hui car les noms de famille courants à Postville, Makkovik et Rigolet sont principalement des noms européens tels que « Anderson », « Baikie », « Broomfield », « Jacque », « Michelin » et « Williams » tandis que les noms de famille communs à Nain et à Hopedale (tous deux au nord du cap Harrison) incluent « Aggek », « Ikkusek », « Karpik », « Okkuatsiak » et « Pamak ».

## Années 1800: mariages mixtes entre les Inuits et les Européens

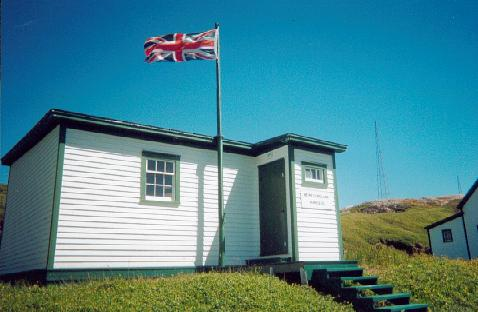
Un ancien détachement des rangers de Terre-Neuve à Port Hope Simpson.

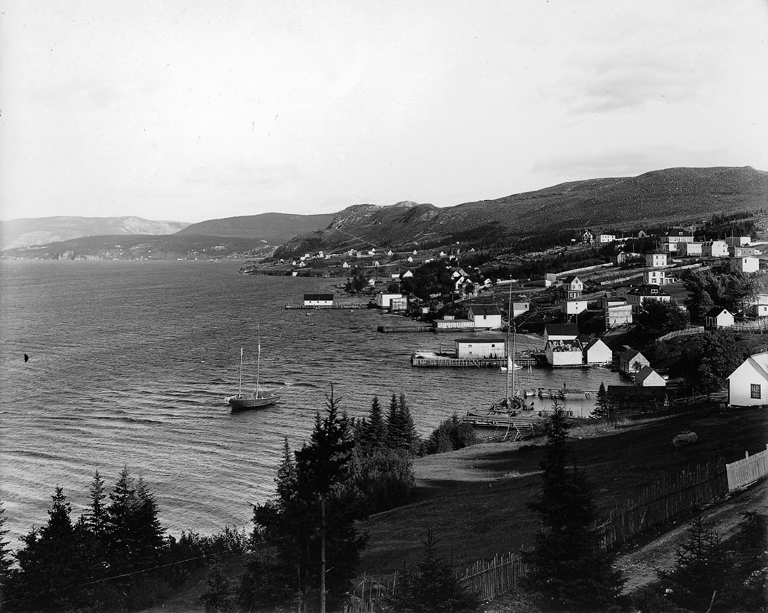
Birchy Cove au Labrador en 1908.

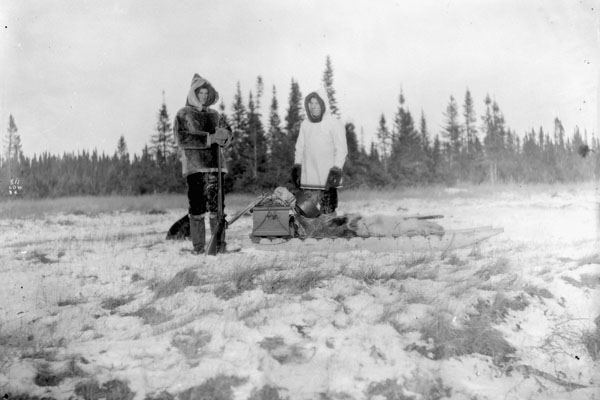
Les explorateurs Albert Peter Low et David Eaton à North West River en 1894.

En 1810, un Anglais du nom de William Phippard a épousé une Inuk nommée « Sarah » et ils ont eu un fils. Certains autres pêcheurs anglais ont également commencé à épouser une femme inuite pendant cette période. Ils ont ensuite été rejoints par un grand nombre de pêcheurs de la baie de la Conception et de la baie de Trinity (qui étaient pour la plupart d'origine anglaise et irlandaise). De nombreux Inuits du sud du Labrador ont pris des noms européens. Certains d'entre eux utilisaient des noms de famille anglicisés tels que « Paulo », « Kippenhuck », « Shuglo », « Tuccolk », « Elishoc », « Alliswack », « Penneyhook », « Tooktusheena » et « Maggo » (« Kippenhuck » et « Toomashie » sont les seuls noms de famille inuits restants (à l'exclusion des noms de personnes qui ont déménagé au NunatuKavut d'autres endroits), (« Penneyhook » est devenu « Penney »). En 1824, il a été enregistré que la population autour du lac Melville était composée de 160 Inuits, 90 colons européens et 60 « Métis » (personnes d'origine européenne et inuit). Des mariages enregistrés entre 1773 et 1891 dans le sud et le centre du Labrador, il a été démontré que 152 personnes mariées étaient des Inuits, 27 étaient des Européens, 14 étaient mixtes et 1 était Miꞌkmaq tandis que l'origine ethnique de 26 personnes n'a pu être identifiée.
La composition ethnique du sud du Labrador au cours des années 1800 était un mélange de colons Inuits et Anglais, tandis que le nord restait à dominance inuite. La culture du sud du Labrador était (et demeure) un mélange unique de culture d'influence celtique de Terre-Neuve et de culture inuite indigène. Le recensement de 1935 a montré que presque tous les résidents du Labrador entre le cap Saint Charles et le cap Harrison avaient des antécédents autochtones.
Terre-Neuve exerçait un contrôle beaucoup plus grand sur le Labrador que le Canada sur ses régions nordiques. L'unité des rangers de Terre-Neuve (anglais : Newfoundland Ranger Force) a appliqué les lois coloniales au Labrador comme elle l'a également fait dans les régions rurales de Terre-Neuve.

## À partir des années 1940 dans la Confédération canadienne

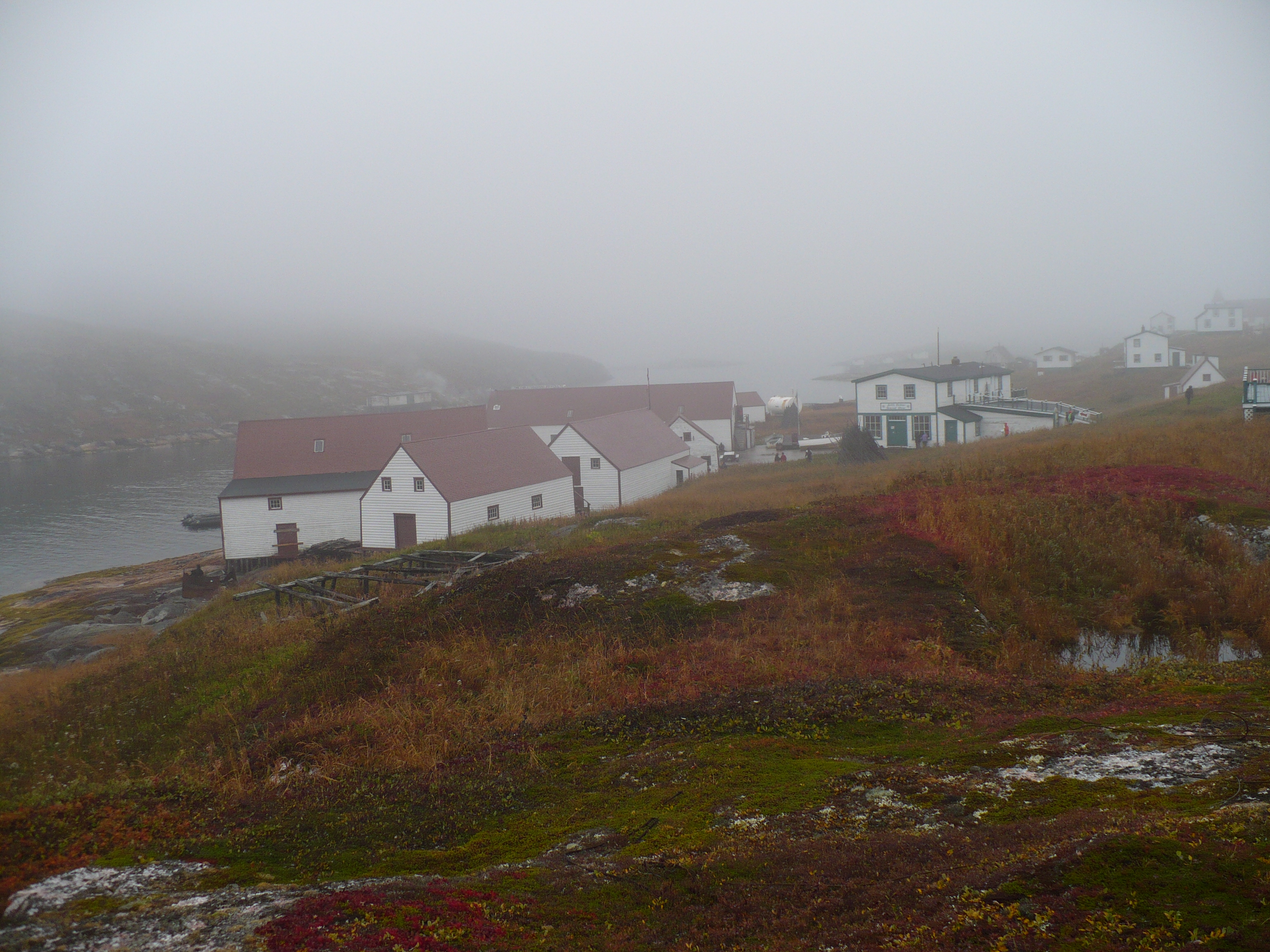
Battle Harbour, une communauté réinstallée près de Mary's Harbour.

En 1946, le Dominion de Terre-Neuve a mené une élection pour choisir les délégués à la Convention nationale de Terre-Neuve. C'était la première fois qu'une élection avait lieu au Labrador et Lester Burry de la baie de Bonavista a été élu pour représenter le Labrador. Burry voulait que le Dominion de Terre-Neuve devienne une province du Canada et en 1949, Terre-Neuve est devenue la 10e province du Canada.
Avant la Confédération, la plupart des Inuits vivaient dans de petits établissements de quelques familles dans des ports isolés et sur des îles au large des côtes du Labrador. Au cours des années 1950 et 1960, de nombreuses collectivités de la province ont été réinstallées dans des centres de population plus importants dans le cadre d'un programme parrainé par le gouvernement provincial. L'effondrement de la pêche à la morue du nord-ouest de l'Atlantique a également eu un impact énorme sur le NunatuKavut, comme sur l'ensemble de la province et de nombreuses personnes ont quitté la province pour trouver du travail ailleurs.
En 1996, l'Association des Métis du Labrador (anglais : Labrador Metis Association) de l'époque a vigoureusement protesté contre le camp de pêche proposé par le groupe KGY sur la rivière Eagle.
La question a été soulevée à la suite d'une décision du gouvernement provincial en 1996 d'appeler des propositions pour l'aménagement d'un camp de pêche sportive de qualité sur la rivière Eagle au Labrador.
Le groupe KGY basé à Corner Brook a été retenu plutôt qu'une entreprise du Labrador.
L'Association des Métis du Labrador a revendiqué la rivière Eagle comme une zone de pêche traditionnelle au saumon du NunatuKavut.
Pendant environ neuf jours en 1996, des centaines de résidents de Cartwright et des collectivités avoisinantes de la région de la baie Sandwich ont empêché un navire de ravitaillement et un hélicoptère de livrer des matériaux au chantier de construction. Une opération conjointe de la GRC et de la Garde côtière a arrêté au moins 47 résidents impliqués dans les manifestations et accusé la plupart d'entre eux de méfait. En juin 1999, la Couronne a prononcé une suspension des procédures pour toutes les accusations portées contre des membres de la Nation Métis du Labrador lors des manifestations de la rivière Eagle.
En 2002, une route de gravier a été ouverte entre Red Bay et Cartwright. Cette route a ensuite été prolongée pour atteindre Happy Valley-Goose Bay. Si le NunatuKavut était reconnu comme l'une des régions inuites du Canada par l'Inuit Tapiriit Kanatami, il serait alors le seul à disposer d'un réseau routier atteignant la plupart de ses communautés (la ville d'Inuvik est reliée au Yukon par la route et est la seule communauté inuite reconnue accessible par la route).
Au milieu des années 2010, les Inuits-Métis du Labrador ont commencé à s'appeler les « Inuits méridionaux du NunatuKavut ».
Le NunatuKavut prétend représenter 6 000 Inuits couvrant un tiers de la masse continentale du Labrador. Elle est plus densément peuplée que le Nunatsiavut ou toute autre région inuite. De nombreux résidents des communautés anglophones du nord-est du Québec (entre la rivière Natashquan et le détroit de Belle Isle, parfois appelé le « Labrador oublié ») revendiquent un héritage inuit et européen similaire à celui des habitants du NunatuKavut.

## Projet du Bas-Churchill
Les habitants du NunatuKavut ont exprimé leur opposition au projet hydroélectrique de Muskrat Falls.
En 2010, le NunatuKavut avait reproché au gouvernement de Terre-Neuve-et-Labrador de ne pas avoir conclu d'entente avec lui comme il l'a fait avec les Innus pour la réalisation du projet hydroélectrique du Bas-Churchill. L'entente conclue avec les Innus a prévu une indemnisation pour la destruction de l'environnement entraînée par la réalisation de ce projet. La communauté autochtone fut déboutée dans sa contestation du projet hydroélectrique du Bas-Churchill et avait annoncé porter sa cause en appel l'année suivante.

## Drapeau
En 2016, le Conseil communautaire de NunatuKavut (anglais : NunatuKavut Community Council) a dévoilé une proposition pour son drapeau. Le drapeau a été conçu par Barry Pardy de Cartwright.
Le drapeau rassemble le ciel, l'eau, la neige, la glace et la terre elle-même, donc il a les couleurs blanches, vertes, bleues.
L'image au centre montre un ulu soit un couteau inuit traditionnel utilisé par les femmes.

## Communautés
- Black Tickle
- Cartwright
- Charlottetown
- Lodge Bay
- Mary's Harbour
- Norman's Bay
- Paradise River
- Pinsent's Arm
- Port Hope Simpson
- St. Lewis
- William's Harbour

## Revendication territoriale
À la fin des années 1970, l'Association des Métis du Labrador a été créée par les habitants de la côte sud du Labrador pour être reconnue comme un groupe ethnoculturel distinct, comme à l'époque malgré un traité préexistant protégé par la constitution, les « Inuit-Métis » étaient considérés comme étant simplement les descendants des Inuits qui s'étaient joints à la société occidentale. On en savait peu sur l'histoire des « Inuits-Métis » de l'époque. En 2006, l'Association des Métis du Labrador a lancé un projet avec l'Université Memorial pour mieux comprendre leur passé par le biais de la Community-University Research Association (CURA). À la suite des recherches de l'ARUC, les « Métis du Labrador » étaient considérés comme une continuation du peuple Inuit du sud du Labrador.
En 2010, l'Association des Métis du Labrador a changé son nom pour refléter leur patrimoine nouvellement découvert et est devenue le Conseil communautaire de NunatuKavut.
Dans un effort pour faire appliquer le traité de 1765, NunatuKavut a lancé une revendication territoriale avec le gouvernement fédéral qui est actuellement en cours de négociation. Dans le cadre de cette revendication territoriale, le Conseil communautaire de NunatuKavut affirme que le projet hydroélectrique de Muskrat Falls et du Bas Churchill se situe sur leur territoire.
Le NunatuKavut considère comme son territoire traditionnel la majeure partie du Labrador incluant tout le territoire situé au sud de la rivière Adlatok et de Hopedale. Ce territoire comprend l'intégralité de l'intérieur du Labrador jusqu'à la frontière du Québec.

## Négociations pour une reconnaissance officielle
Les revendications territoriales remontant à 1991, avec le dépôt d'une demande par la Nation Métis du Labrador auprès du gouvernement fédéral.
La communauté inuite du NunatuKavut au Labrador a entamé des négociations en juillet 2018 avec le gouvernement fédéral pour sa reconnaissance officielle. Cette table de discussion avait pour objectifs de parler des besoins, des intérêts et des droits du NunatuKavut.
L'un des principaux points de négociation est l'accès au programme des services de santé non assurés du gouvernement fédéral. D'autres sujets de discussion comprennent l'éducation, le développement des ressources et la pêche. Au long des discussions avec Ottawa, le NunatuKavut recherche l'autonomie gouvernementale. En matière de développement économique, le NunatuKavut possède déjà sa propre société de développement, appelée Nunacor. Nunacor est propriétaire de l'hôtel Royal Inn & Suites à Happy Valley-Goose Bay et est actif dans la récolte du crabe et de la crevette, l'immobilier, la formation et d'autres domaines.
Un protocole d'entente en matière d'autodétermination entre le gouvernement canadien et le Conseil communautaire de NunatuKavut a été signé le 5 septembre 2019. Le premier ministre de Terre-Neuve-et-Labrador, Dwight Ball, a réagi favorablement à l'annonce.
L'Innu Nation, qui représente officiellement les Innus du Labrador (Premières Nations) soit environ 3 200 personnes principalement établies dans les deux communautés de Sheshatshiu et Natuashish, a toutefois affirmé que le droit du Conseil communautaire de NunatuKavut de parvenir à un accord de revendication territoriale n'avait jamais été reconnu par les gouvernements du Canada et de Terre-Neuve-et-Labrador.
L'Innu Nation a contesté le statut d'Autochtone du Conseil communautaire du NunatuKavut devant la Cour fédérale. Un recours déposé le 1er octobre 2019 demande à la Cour fédérale d'annuler un protocole d'entente signé par le Conseil communautaire du NunatuKavut et la ministre fédérale des Relations Couronne-Autochtones Carolyn Bennett sur l'autodétermination. Il affirme que le gouvernement fédéral « n'a pas rempli son obligation de consulter et d'accommoder les Innus du Labrador » lorsqu'il a signé le document avec le président du Conseil communautaire du NunatuKavut, Todd Russell, le 5 septembre 2019. Il indique que la revendication territoriale du NunatuKavut chevauche considérablement les zones de revendication territoriale des Innus et des Inuits du Labrador. « Si les revendications du Conseil communautaire du NunatuKavut sur les zones de revendications territoriales des Innus du Labrador sont reconnues par le Canada, la reconnaissance des droits des Innus en vertu d'un accord final sur les revendications territoriales sera diminuée, retardée ou déplacée ».
Todd Russell a déclaré que le Conseil communautaire du NunatuKavut était prête à s'asseoir pour discuter du chevauchement des revendications territoriales, des points d'intérêt commun et des domaines où il pourrait y avoir un conflit.
La question des revendications territoriales s'avère être également un point de friction avec le Nunatsiavut, qui n'a pas été consulté par le gouvernement fédéral tout au long de ce processus ayant mené au protocole d'entente avec le Conseil communautaire du NunatuKavut. « Nous avons des limites très claires autour de notre accord sur les revendications territoriales, et même toute possibilité que la zone de notre accord sur les revendications territoriales soit considérée par une autre partie, nous avons le droit d'en être conscients. » À cette fin, le gouvernement du Nunatsiavut s'est joint en juin 2020 à l'Innu Nation dans son recours auprès de la Cour fédérale.